# MGM-5 Corporal
Die MGM-5 Corporal-Rakete war eine militärische Kurzstreckenrakete aus US-amerikanischer Produktion. Sie war die erste Boden-Boden-Rakete der USA, die mit einem nuklearen Sprengkopf ausgerüstet werden konnte. Mit diesem oder einem alternativen konventionellen Sprengkopf sollte die Waffe Ziele in bis zu 140 km Entfernung bekämpfen.

## Entwicklung
Die Rakete wurde von der United States Army in Zusammenarbeit mit der Firestone Tire & Rubber Company, der Douglas Aircraft Company, Gilfillan Brothers Inc. und dem Jet Propulsion Laboratory zu Beginn des Kalten Krieges entwickelt. Zu dieser Zeit strebte die US Army verstärkt danach, eigene Kernwaffen in die Hand zu bekommen, um ihre Position zu behaupten und nicht ausschließlich auf die Air Force angewiesen zu sein. Man nahm als sicher an, dass ein künftiger Krieg als Atomkrieg geführt werden würde. Die Entwicklung fand zunächst auf dem Testgelände der White Sands Missile Range in New Mexico statt. Die amerikanischen Techniker stützten sich zum einen auf die Erfahrung und Expertise aus dem deutschen V2-Programm. Zum anderen konnte auf eigene Erfahrungen aus den Tests mit den Raketen vom Typ Private und WAC Corporal zurückgegriffen werden. Drei einsatzfähige Versionen der Corporal-Rakete wurden entwickelt: Type I, II und III.
- Type I – Die erste serienmäßige Version der Corporal, die ab 1955 eingesetzt wurde.
- Type II – Die Frequenz des Radars von Type II konnte im Gegensatz zu dem von Type I verändert werden[1], darüber hinaus wurden verschiedene kleinere Verbesserungen an der Rakete und den Startvorrichtungen vorgenommen. Versionen der Type II mit von Gilfillan Brothers Inc. verbessertem Lenksystem erhielten die Bezeichnung IIA und IIB.
- Type III – Die Unterschiede zwischen Type II und III lagen vor allem im nochmals veränderten Lenksystem, das beim Type III vollautomatisch funktionierte, während beim Type II noch während des Fluges mehrere Arbeitsschritte durch das Personal am Boden durchgeführt werden mussten. Auch war der Betankungsvorgang bei der späteren Version schneller und sicherer möglich.[2]

Schon der Type III wurde als shelf-item entwickelt, das heißt, die Entwicklung wurde abgeschlossen, aber die Pläne „ins Regal gestellt“. Die Produktion sollte nur begonnen werden, wenn eine dringende Notwendigkeit dafür entstehen sollte. Stattdessen konzentrierte man nun die Bemühungen auf die MGM-29 Sergeant.

## Einsatzprofil
Die Corporal sollte als taktische Kernwaffe im Fall eines Krieges in Europa eingesetzt werden. Das erste Artilleriebataillon mit Corporal-Raketen wurde 1955 aufgestellt. Insgesamt wurden zwölf amerikanische Bataillone mit Corporals ausgestattet; sechs davon waren in Europa stationiert. Die Corporal blieb im Einsatz, bis das Waffensystem 1964 von der Feststoffrakete MGM-29 Sergeant abgelöst wurde.
Obwohl sie die vorderste Linie der atomaren Verteidigung bilden sollte, war die Corporal berüchtigt für ihre geringe Zuverlässigkeit und Treffgenauigkeit. Die Flüssigkeitsrakete verwendete Salpetersäure und Anilin-Furfurylalkohol-Mischungen als Treibstoff, was eine komplizierte und zeitraubende Vorbereitung des Startes voraussetzte, denn die Rakete wurde erst unmittelbar vor dem Abfeuern mit den gefährlichen Stoffen betankt. Dadurch war die Fähigkeit zur schnellen Reaktion in Frage gestellt. Die Kontrolle der Flugbahn übernahm ein verbessertes Radarsystem aus dem Zweiten Weltkrieg, Kursanpassungen erfolgten per Funksignal. Bis 1955 lag ihre Treffgenauigkeit bei weniger als 50 Prozent und konnte auch später nur leicht verbessert werden.
1954 wurde das Waffensystem an das Vereinigte Königreich verkauft. Teststarts durch britische und in Deutschland stationierte amerikanische Corporal-Bataillone fanden 1959 auf der schottischen Insel South Uist statt, wo zwischen 1957 und 1958 ein Testgelände der Royal Artillery eingerichtet worden war. Die britischen Tests von 1959 ergaben eine Trefferquote von nur 46 Prozent.